# Чорний Острів (база запасу)

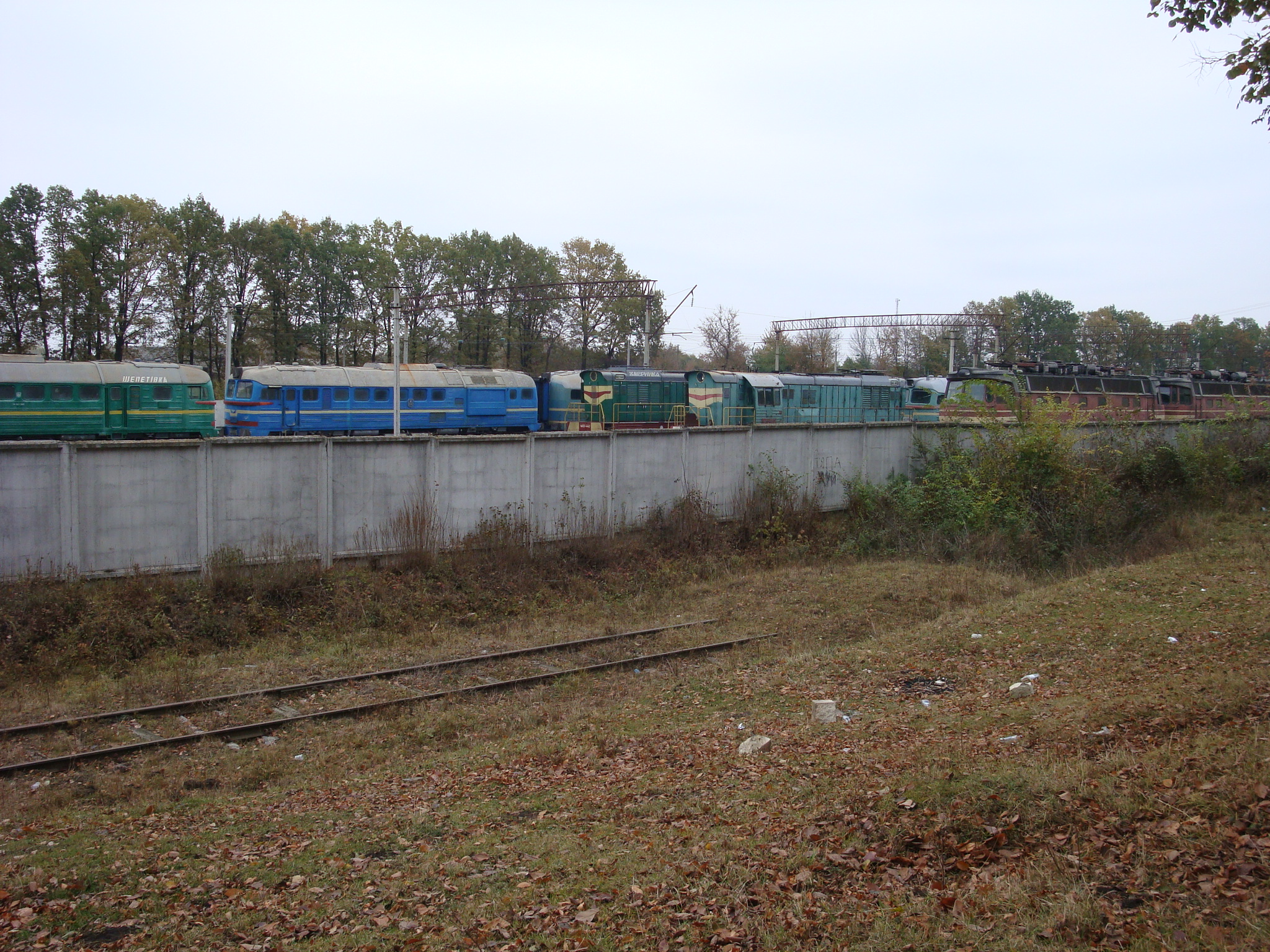
Тепловоз 2М62У, справа чехословацький тепловоз ЧМЕ3-5007 на базі запасу «Чорний Острів».

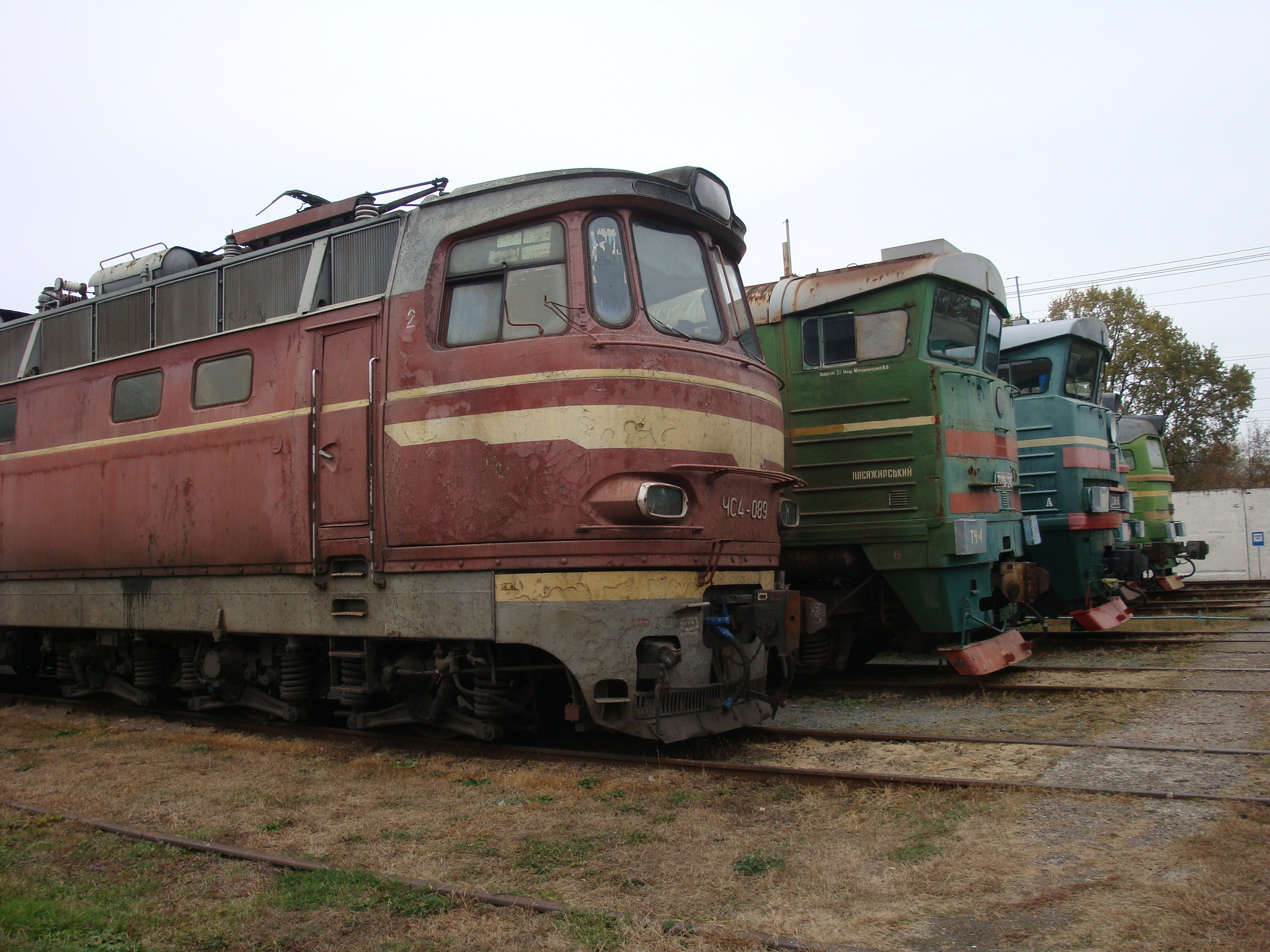
Електровоз ЧС4-089 і тепловоз 2ТЕ116-515 на базі запасу «Чорний Острів».

Чорний Острів — база запасу залізничного рухомого складу Південно-Західної залізниці. Знаходиться в 20-ти кілометрах від станції «Гречани» в селищі Чорний Острів Хмельницької області України.
На базу запасу надходить для зберігання рухомий склад з Жмеринки, Гречан, Шепетівки, а також Київ-Пасажирського (який передав на зберігання локомотиви старого зразка змінного струму ЧС4).
Деякі електровози ЧС4 очікують відправлення на Запоріжський електровозоремонтний завод для проходження капітально-відновлювального ремонту з заміною кузова, а інші електровози з часом будуть списані.
Територія бази запасу розрахована на 50 локомотивів.
Рухомий склад, який вже відстояв свій термін і не надходить в подальшу експлуатацію відправляється в депо «Гречани» для очікування списання та утилізації.

## Списання електровозів ЧС4
Станом на серпень 2014 року з бази запасу було прибрано 2 електровози ЧС4-081 та ЧС4-090. Перший був порізаний в депо «Гречани», а інший 05.08.2014 відправлений в депо Київ-Пасажирський і порізано там.